# Höganäs Keramik

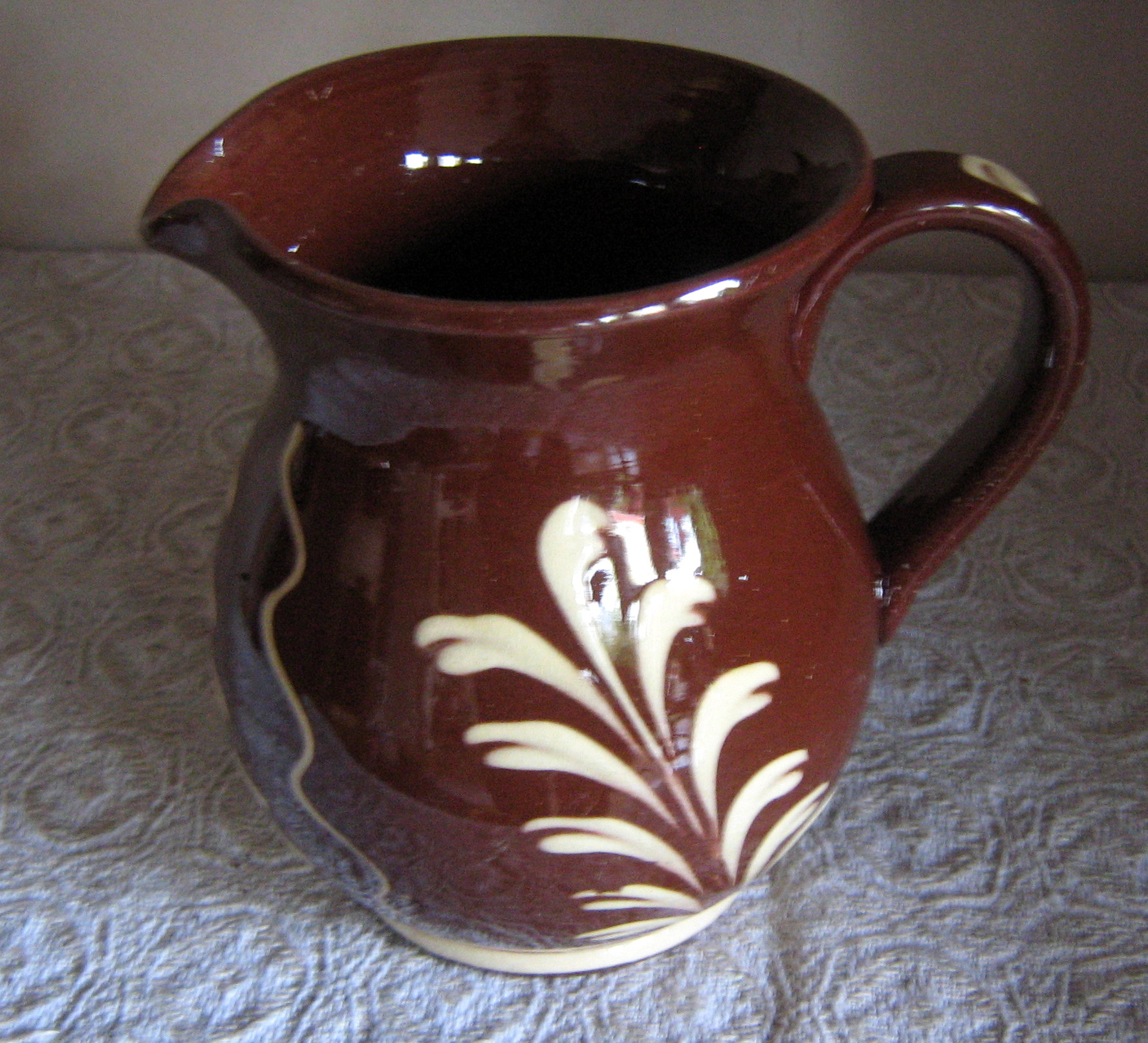
Kanna, Andersson & Johansson, Höganäs.

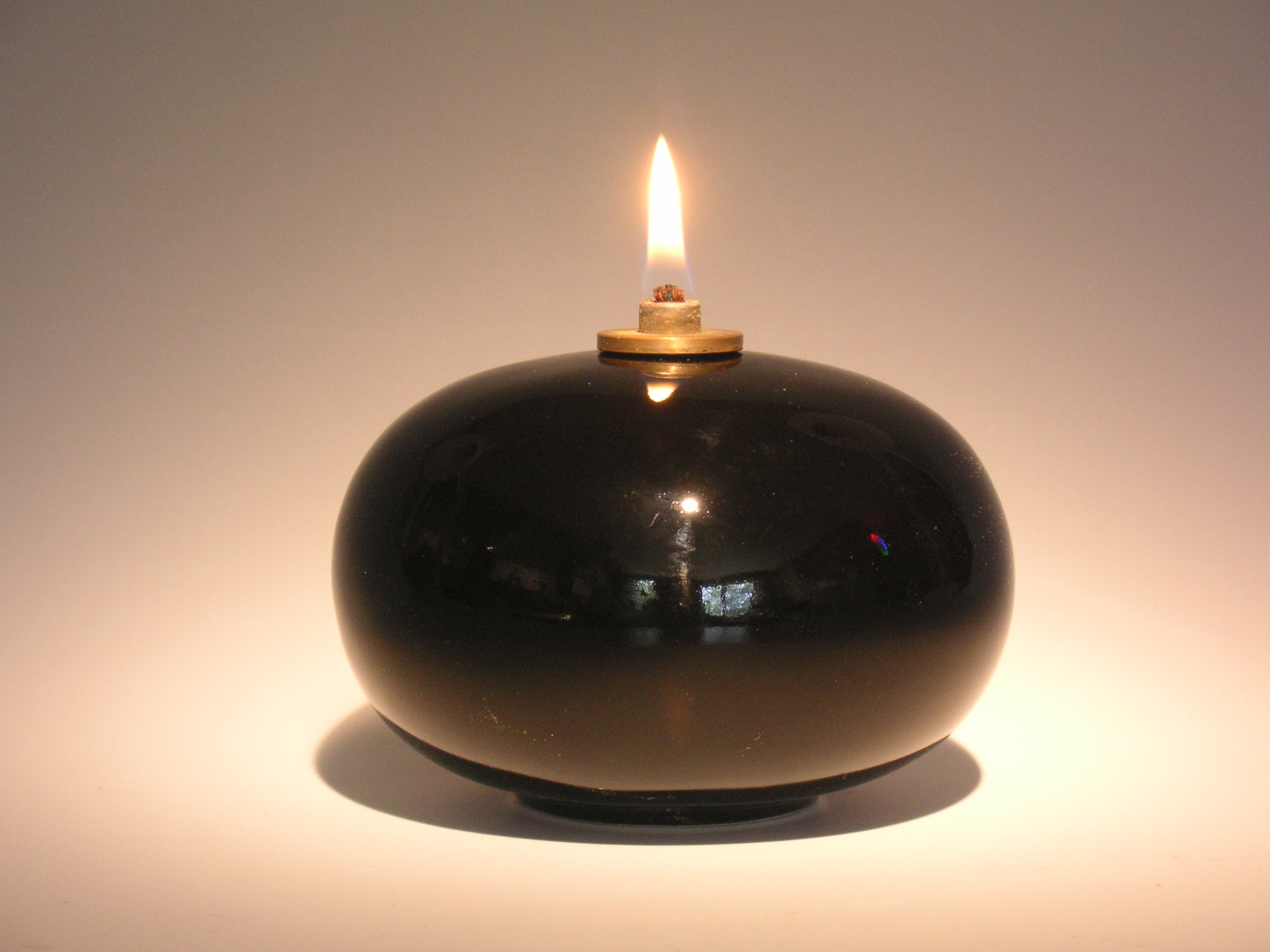
Höganäs Keramiks oljelampa "Aladdin"

Ej att förväxla med den tidigare keramiktillverkaren Höganäs AB.
Höganäs Keramik är ett tidigare keramikföretag, därefter varumärke och numera produktserie under varumärket Rörstrand som ägs av Fiskars.

## Historia
Företaget grundades 1909 och hette ursprungligen Andersson & Johanssons Lergodsfabrik. Sigfrid Johansson var glasyrmästare och kollegan Karl Andersson drejmästare. Tillverkningen av keramik i lergods bedrevs i början i ganska blygsamma former, men redan efter fem år – 1914 -  kunde man medverka vid Baltiska utställningen i Malmö. Under 1920-talet byggdes fabriken ut för att ge plats åt fem drejskivor. Sedan Höganäs AB 1926 gått över helt till stengodstillverkning kunde man ta över deras lokaler för lergodsproduktion. Under 1930-talet kom de första egna kollektionerna. Man började nu tillverka olika ungseldfasta varor för handeln, bland annat askfat med röd glasyr. 
En dubbelt så stor fabrik togs i bruk under 1940-talet, och 1948 ombildades rörelsen till aktiebolag. Formar, grytor och fat blev allt mer vanliga inslag i sortimentet. Under utställningen H55 i Helsingborg lanserades keramikserien Old Höganäs, inspirerade av det ljusa blyglaserade godset från Höganäsbolaget. Under denna tid knyts även flera kända konstnärer till fabriken, bland andra John Andersson, Signe Persson-Melin och Hertha Bengtsson.
Höganäskeramik var ursprungligen ett helt annat företag, som 1930 startades som Nyman & Nyman Höganäskeramik av bröderna Gustaf och Oskar Nyman i en nybyggd fabrik vid Margreteberg i norra Höganäs. Företaget såldes sedan 1946 till Sture Holm och Åke Bjurestig, och byter samtidigt namn till Holm & Bjurestig Höganäskeramik. 1956 köptes företaget upp av Andersson & Johansson, och 1967 började man använda firmanamnet Höganäs Keramik.
På 1970-talet gick man slutgiltigt över från lergods till stengods. Vid denna tid övergick man också definitivt från hantverksmässig till industriell produktion. På 1990-talet förvärvades företaget av BodaNova och i början av 2000-talet skedde ytterligare ett ägarebyte, nu till finska Iittala Group, som 2017 blev en del av Fiskars. Fabriken i Höganäs lades ned 2008 då all tillverkning flyttades till Thailand. Höganäs Keramik levde kvar som ett eget varumärke inom Fiskarskonsernen till 2014, då det övergick till att bli en produktserie under varumärket Rörstrand.
Hos Skånes Näringslivsarkiv i Helsingborg förvaras arkivhandlingar från Höganäs Keramik AB. Arkivet omfattar en tidsperiod av nära åttio år.
Nämnas kan även att 1940-2003 fanns ytterligare ett keramikföretag i Höganäs som tillverkade ler- och stengods, Krukmakaren, Höganäs, vars gods inte skall förväxlas med övriga företag.

## Tillverkning
Tillverkningen av stengods görs numera i Indonesien och Thailand.